# Martín Vassallo Argüello
Martín Miguel Vassallo Argüello (ur. 10 lutego 1980 w Temperley) – argentyński tenisista.

## Kariera tenisowa
Karierę zawodową rozpoczął w 1999 roku, a zakończył w 2011 roku.
W grze pojedynczej wygrał osiem turniejów rangi ATP Challenger Tour. W zawodach wielkoszlemowych najlepszym wynikiem Argentyńczyka jest awans do IV rundy Rolanda Garrosa z 2006 roku. Wyeliminował po drodze Paula Goldsteina, Sébastiena Grosjeana i Raemona Sluitera, a przegrał z Davidem Nalbandianem.
W grze podwójnej Argüello zwyciężył w jednym turnieju kategorii ATP World Tour, na początku marca 2007 roku w Acapulco. Partnerem deblowym Argentyńczyka był Potito Starace.
W rankingu singlowym Argüello najwyżej był na 47. miejscu (27 kwietnia 2009), a w klasyfikacji deblowej na 71. pozycji (25 czerwca 2007).

### Finały w turniejach ATP World Tour
| Nazwa                         |
| ----------------------------- |
| Wielki Szlem                  |
| Igrzyska olimpijskie          |
| Tennis Masters Cup            |
| ATP Masters Series            |
| ATP International Series Gold |
| ATP International Series      |

#### Gra podwójna (1–0)
| Końcowy wynik | Nr | Data         | Turniej  | Nawierzchnia | Partner        | Przeciwnicy               | Wynik finału |
| ------------- | -- | ------------ | -------- | ------------ | -------------- | ------------------------- | ------------ |
| Zwycięzca     | 1. | 3 marca 2007 | Acapulco | Ceglana      | Potito Starace | Lukáš Dlouhý Pavel Vízner | 6:0, 6:2     |